# Кампече (штат)
Кампе́че (мая Kaan peech, ісп. Campeche, науатль Campeche) — штат на південному сході Мексики, на заході півострова Юкатан. Межує зі штатами Юкатан, Кінтана-Роо і Табаско, Гватемалою, Белізом і Мексиканською затокою. Площа 56 798 км², населення 754 730 мешканців (перепис 2005 року), що робить його одним з найменших за населенням штатів країни. Столиця штату — місто Кампече.
У штаті розташовані міста Чампотон, Сьюдад-дель-Кармен і Ескарсеґа та ряд менших міст.
Назва штату походить від назви міста мая Кан-пееч (Kan peech), що колись існувало на місці сучасної столиці штату.

## Історія

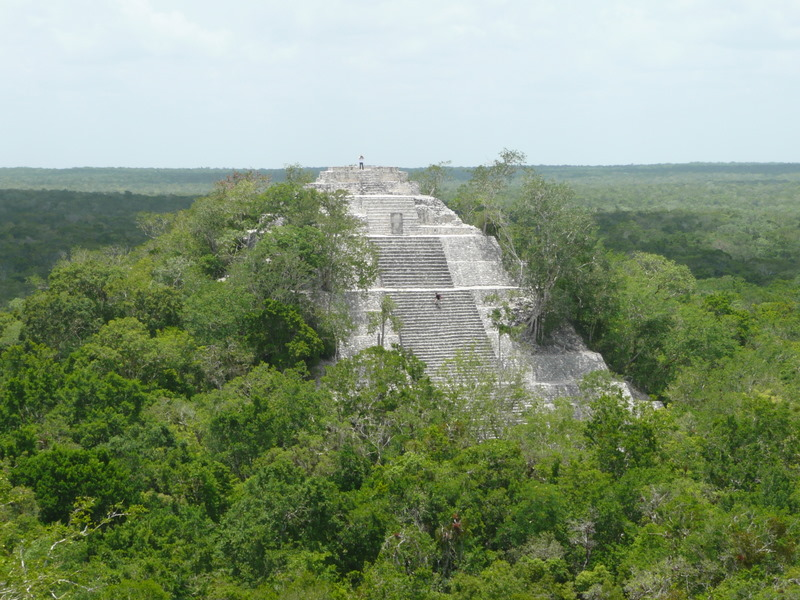
Вид на одну з пірамід у мая в Калакмул

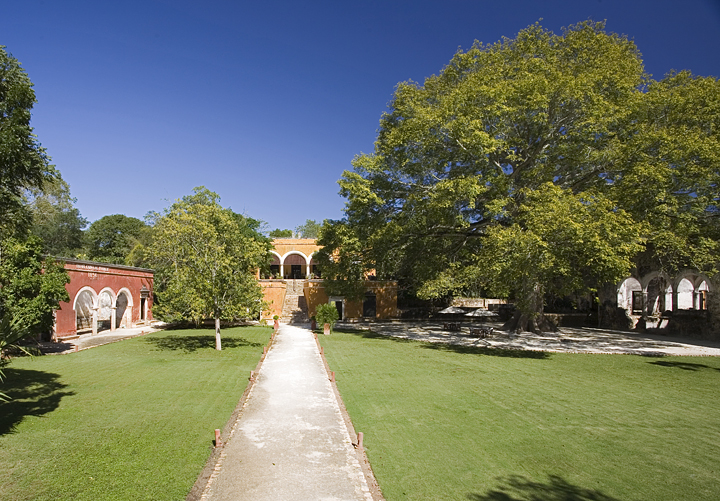
Хасієнда Вайамон. В наш час використовується як готель

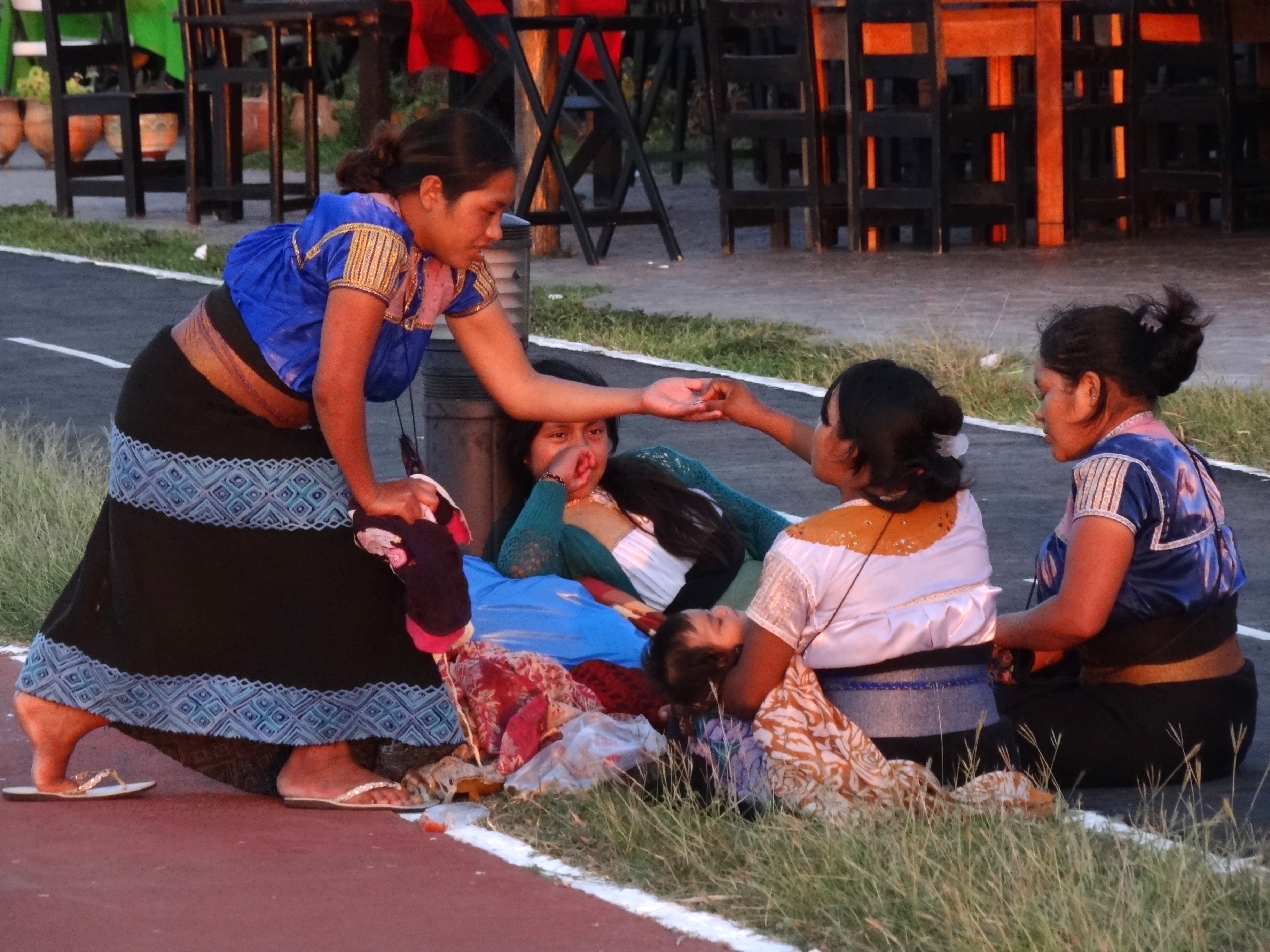
Сім'я племені Майа в Кампече

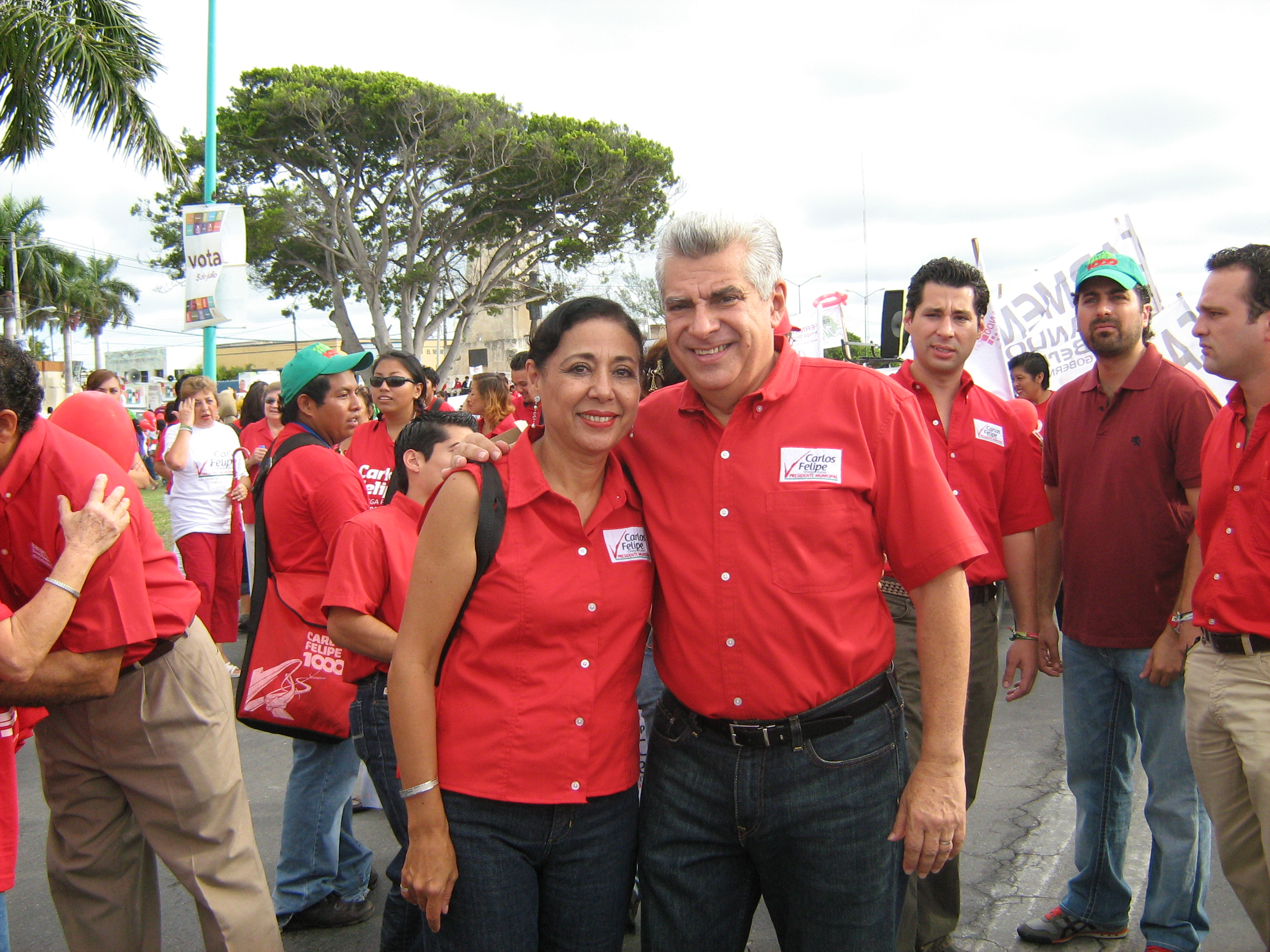
Населення Кампече

У вересні 1821 року місто Кампече приєдналося до Плану Ігуали та нового незалежного уряду Мексики, витіснівши через місяць іспанський уряд. Під час проголошення незалежності виник конфлікт із містом Меріда, що знаходилося на півострові Юкатан. У 1824 році Кампече підтримало нову конституцію лібералів та федеральний уряд країни. В цьому ж році представник Кампече запропонував створити два штати Кампече і Меріду, але його пропозиція була відхилена. У 1839 році на чолі з Херонісом Лопас де Льєгро обидва міста брали участь в повстанні проти уряду Мехіко з метою отримати незалежність Юкатану. У 1841 році, після першої перемоги Льєгро, було оголошено про створення республіки Юкатан. Незалежність Юкатану не вирішила внутрішньополітичних проблем острова. Торгівля Меріди з Гаваною продовжувалася, коли торгівля Кампече з Мехіко була припинена. Президент Мексики Санта-Анна змусив повернутися Юкатан до складу Мексики, але в 1847 році війна поміж кастами знову відновила конфлікт поміж містами. Все ж завдяки іноземним кредиторам і тиску на Юкатан через несплату боргів, в 1849 році Юкатан офіційно повернутися до складу Мексики.
Конституція 1857 року ще більше спровокувала конфлікт поміж територіями. 7 серпня 1857 року повстанці в кількості 150 осіб захопили фортецю в Кампече і вимагали віддати в їхнє управління міста Чампотон та Ісла-дель-Кармен, де їх підтримали  на заході півострова з вимогою створення нового штату. Облогу міста тримали до 15 травня 1857 року, а 18 травня представники Кампече та Меріди підписали договір про розподіл півострова очікуючи затвердження федерального уряду. 19 лютого 1862 року президент Беніто Хуарес висунув підписаний документ на ратифікацію конгресу. Більшість законодавчих органів штатів підтримали пропозицію і 29 квітня 1863 року Кампече офіційно отримав статус штату Мексики.
Під час французької інтервенції до Мексики ворожі війська на чолі з Феліпе Наваррете захопили Кампече і змусили знову приєднатися їх до Юкатану. У 1864 році імператорська армія розбила повстанців під Хесельчаканом. У 1867 році Кампече було відвойоване та повернута незалежність штату.
Під час мексиканської революції Мануель Кастилья Бріто очолив революційні сили в Кампече на підтримку Франциско I. Мадеро. В 1913 році урядові війська на чолі з генералом Мануелем Рівієра розбили сили повстанців, які воювали на боці Венустіано Карранзи. В 1917 році штатом Кампече була ратифікована нова конституція, яка діє і по сьогодні.
Після подій мексиканської революції та війни Крістеро, економіка штату почала поліпшуватися лише на початку 1950-х. Рибний промисел та лісогосподарська діяльність стали більш розвинутими, між Кампече та Мехіко поліпшилися стосунки. У 1955 році було засновано Кампечевський університет і розпочато систему середньої освіти у штаті. Однак основні економічні зрушення Кампече почалися після відкриття нафтових родовищ у мілководному районі, названого Сонда-де-Кампече. У 1971 році це родовище було виявлене рибалкою, на ім'я Рудесіндо Картарель, який і повідомив про нього. У 1975 році почався видобуток нафти з першої платформи Chac Number One. У 1979 році завершилася перша установка офшорних платформ. На сьогодні видобуток нафти в Кампече складає 70% усього видобутку в Мексиці. Економічний бум втричі збільшив чисельність населення міста Кампече та майже вдвічі перевищив чисельність жителів міста Сьюдад-дель-Кармен, яке в минулому було лише рибальським селищем. Починаючи з 1980-х завдяки прибутку від продажу нафти почалося відродження культурних пам'яток, відновлення музеїв, шкіл, театрів, бібліотек. Більше тисячі фасадів та пам'ятників були відреставровані, особливо в історичних та найстаріших житлових районах. Проте видобуток нафти спричинив екологічні проблеми в регіоні, особливо набагато зменшилася кількість риби, а також почали виникати внутрішні суперечки між місцевими жителями та приїжджими робітниками.
У середині 1980-х років близько 25 тис. біженців прибули до штату під час громадянської війни у Гватемалі.
У 1990-х у штаті було відкрито ряд текстильних фабрик типу “Maquiladora”. У 1998 році з'явився новий муніципалітет Канделарія. У 1999 році місто Кампече було оголошено світовою спадщиною ЮНЕСКО.